# Zęby w ścianę
Zęby w ścianę – debiutancki album studyjny polskiej grupy muzycznej Kabanos wydany 29 października 2007 przez wytwórnię Fonografika. Płyta zawiera 10 nagrań utrzymanych w stylistyce metalu alternatywnego i comedy rocka oraz zupełnie odmienny od reszty utwór Było minęło utrzymany w duchu bigbitu.

## Lista utworów
1. „Zabawka” (03:55)
2. „Ptaszek” (04:09)
3. „Czerwona musztarda” (03:42)
4. „Ja i moja żona” (03:17)
5. „Wielbłąd” (04:31)
6. „Kibel” (03:33)
7. „Było minęło” (03:56)
8. „Masz babo placek” (03:50)
9. „Świnie w pierzynie” (04:03)
10. „Robaczek” (04:35)
11. „Mucha nie siada” (04:31)

## Skład
- Zenon Kupatasa – wokal
- Leszek Pszenica – gitara
- Lodzia Pindol – gitara
- Zbysław Byledziura – gitara basowa
- Wiesław Gubipała – perkusja